# Херцберг (Мекленбург)
Херцберг (њем. Herzberg) општина је у њемачкој савезној држави Мекленбург-Западна Померанија. Једно је од 76 општинских средишта округа Пархим. Према процјени из 2010. у општини је живјело 346 становника. Посједује регионалну шифру (AGS) 13060033.

## Географски и демографски подаци
Херцберг се налази у савезној држави Мекленбург-Западна Померанија у округу Пархим. Општина се налази на надморској висини од 69 метара. Површина општине износи 21,8 km². У самом мјесту је, према процјени из 2010. године, живјело 346 становника. Просјечна густина становништва износи 16 становника/km².